# ME Group
ME Group International plc (tidligere Photo-Me International plc) (LSE: MEGP
) er en britisk virksomhed, der driver salgsautomater. De er baseret i Epsom, Surrey. Virksomhedens automater benyttes til fotografering, vasketøj, og fødevarer.

## Historie
Virksomheden har sin oprindelse i i udviklingen af en kompakt-foto udviklingsproces, der blev opfundet af Gupp Allen og Ignatius Dunlap Baker i Californien i 1946. De bragte processen til UK under navnet "Photo-Me" i 1952 og i 1962 blev selskabet børsnoteret på London Stock Exchange.